# 1010

## Události
- Jaroslav Moudrý založil Jaroslavl

## Narození
- 30. května – Žen-cung, čínský císař († 30. dubna 1063)
- ? – Michael IV. Paflagoňan, byzantský císař († 10. prosince 1041)
- ? – Humbert de Silva Candida, francouzský kardinál († 1061)

## Úmrtí
- ? – Vyšeslav Vladimirovič, novgorodský kníže (* 977)

## Hlavy států
- České knížectví – Jaromír
- Svatá říše římská – Jindřich II.
- Papež – Sergius IV.
- Anglické království – Ethelred II.
- Francouzské království – Robert II.
- Polské knížectví – Boleslav I. Chrabrý
- Uherské království – Štěpán I.
- Byzanc – Basileios II. Bulgaroktonos
- Bulharsko – Samuel
- Chorvatsko – Křesimír III.
- Afghánistán – Mahmúd
- Čína – Šeng-cung (dynastie Liao), Čen-cung (dynastie Severní Sung)
- Lucembursko – Jindřich I.
- Gruzie – Bagrad III. Sjednotitel